# キリストの磔刑 (ゴヤ)
『キリストの磔刑』（キリストのたっけい、西: Cristo crucificado, 英: Christ Crucified）は、スペインのロマン主義の巨匠フランシスコ・デ・ゴヤが1780年に制作した絵画である。油彩。『新約聖書』で言及されているイエス・キリストの磔刑を主題としている。王立サン・フェルナンド美術アカデミーに寄贈されたのち、サン・フランシスコ・エル・グランデ聖堂に送られた。現在はマドリードのプラド美術館に所蔵されている。またトレドのサンタ・クルス美術館に複製が所蔵されている。

## 制作経緯
1780年、ゴヤは王立サン・フェルナンド美術アカデミーの会員に選出されることを目的として本作品を制作した。ゴヤはアカデミーに裸体画を提出しなければならないことや、評価を得るために宗教に関連する主題が適していることを知っていた。ゴヤは同年7月5日に本作品をアカデミーに寄贈した。作品を受け取ったアカデミーは7月7日に満場一致でゴヤに会員の地位を与えた。

## 作品

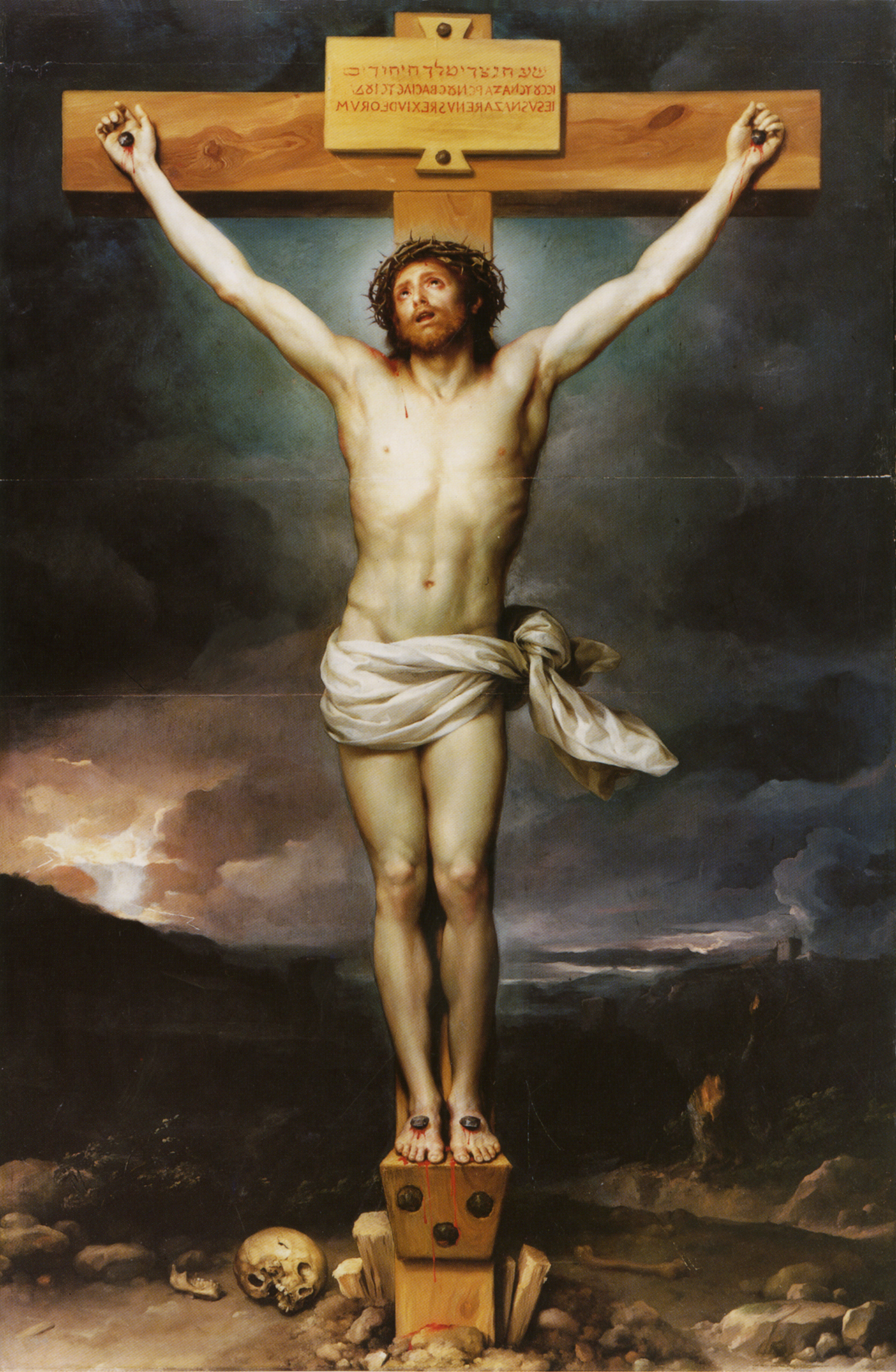
アントン・ラファエル・メングスの『十字架上のキリスト』。1765年から1768年頃。アランフエス王宮所蔵。

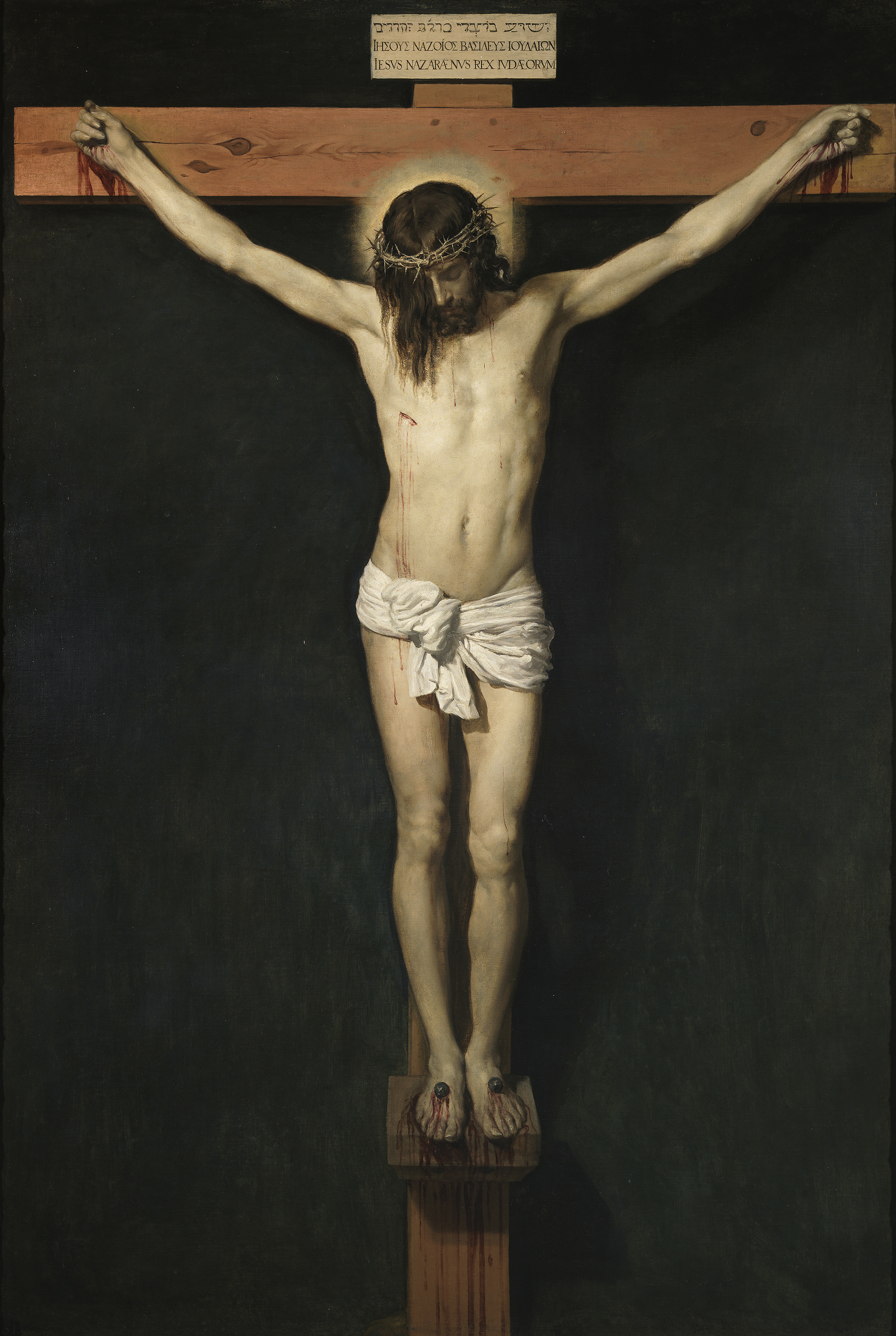
ディエゴ・ベラスケスの『十字架上のキリスト』。1631年から1632年。プラド美術館所蔵。

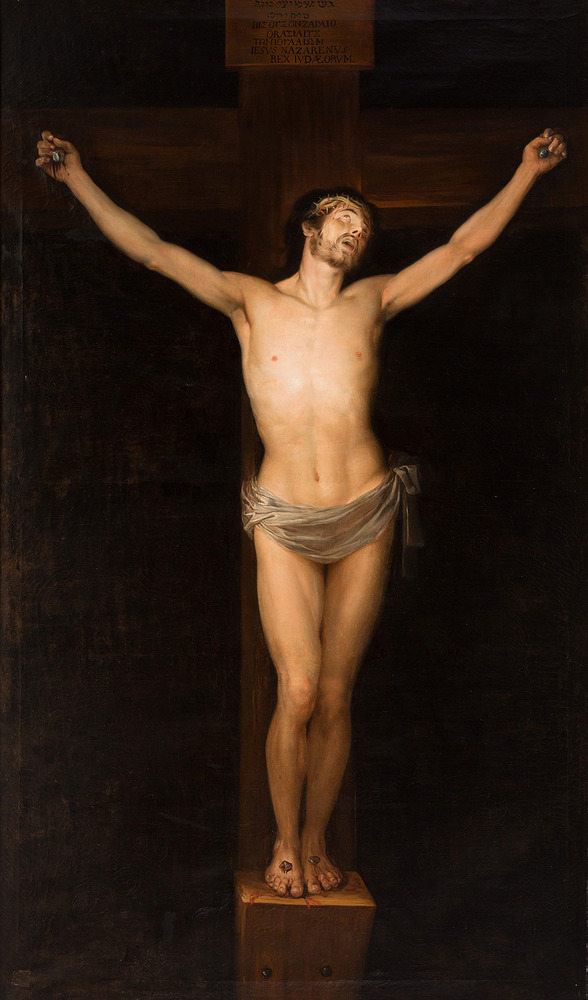
フェリペ・アバス・アランダによる模写。1804年。ゴヤ美術館＝イベルカハ・コレクション＝カモン・アスナール美術館所蔵。

ゴヤは頑丈な十字架に磔にされた若く美しいイエス・キリストの姿を描いている。キリストは4本の太い釘で両手足を打ち付けられ、頭には茨の冠をかぶせられている。ゴヤはキリストの表現力のすべてをその頭部に集中させた。痛みに満ちた顔を緩やかに傾けて空を見上げ、慈悲を懇願しており、開いた口から静かな叫び声を発しているように見える。その頭上には、ヘブライ語、ギリシャ語、ラテン語で「ユダヤ人の王、ナザレのイエス」と記された銘板が見える。おそらくゴヤが最も注意を払ったのは絵画的な品質と人物像の完璧な造形であった。キリストの両足の下には台座があり、右足をわずかに前に出してしっかりと身体を支えている。キリストの若く美しい身体は調和のとれたS字状の形を取り、頭部と両手足を除いて暴力や出血の痕跡は見られない。また暗くニュートラルな背景に配置されることで、ドラマや強制的な感情がない静かなイメージが現れる。
この人物像は若いキリストの描写に典型的な、制作と解剖学の両面で完全にアカデミックな様式で描かれている。キリストの身体は精巧に肉づけられ、青みがかったピンクの色調を基調にしたいくつかの肌色で身体の解剖学的構造を解決し、肌に真珠のような性質を与えつつ人間的な暖かさを実現している。ゴヤの影と透明感の遊びは非常に巧みで、身体の完璧な肉付けを実現しており、筋肉は繊細な階調で描かれ、緊張から解放されているように見える。
図像的源泉がメングスがアランフエス王宮のために制作した『十字架上のキリスト』であることは疑いない。ゴヤは4本の釘と台座、ギリシャ語、ラテン語、ヘブライ語で記された碑文といった要素をこの作品から取り入れている。またディエゴ・ベラスケスの『十字架上のキリスト』（Cristo crucificado）や、後に孫のマリアーノ（Mariano de Goya y Goicoechea）が洗礼を受けたサン・ヒネス教会のキリスト像にも影響を受けたと言われている。
このキリストの表現はしばしば宗教的な意味が欠けていることが指摘されている。『キリストの磔刑』は当初からゴヤの作品の中で最もよく知られ、その品質の高さから称賛されている作品の1つであったが、研究者の間では宗教画として最も議論された作品の1つでもあった。しかし『キリストの磔刑』はゴヤがアカデミー会員に選出されるために制作したものであり、絵画技術の披露を目的としていることを考慮しなければならない。したがって、絵画はアカデミーを満足させるものであると同時に、宮廷画家アントン・ラファエル・メングスやフランシスコ・バイユーによって規定されていたアカデミーの基準を満たすことを第一としなければならなかった。宗教的感情と礼儀正しさが欠けていると批判されたのはそれゆえであると言えよう。ゴヤは作品の性格上、芸術的側面と人物像の塑像に全力を注ぎ、主題の精神的側面を無視した。実際に他の作品では死にゆくキリストの身体には哀れみが表現されているのに対し、ゴヤのキリストにはそれが欠けている。とはいえ、その顔には宗教的感情と深い苦しみが表現されているが、美術評論家アウレリアーノ・デ・ベルエテ・イ・モレは、感情が顔に集中して他の部分に反映されていないのは無理やり感情を表した結果であると主張している。
頭上の銘板はホセ・カモン・アスナールによるとゴヤが描いたものではなく、後から付け加えられたものだという。この推測は銘板の下に垂れ下がった布が描かれており、その布には同じ言葉が斜めの文字で記されていたことが発見されたという事実に基づいている。さらに、ゴヤが『フェルナンド7世騎馬像』（Fernando VII a caballo）の報酬についてアカデミーに宛てた1816年の文書では、本作品がサン・フランシスコ・エル・グランデ聖堂に移されたことについて言及し、作品が損傷したと述べている。しかし絵画の保存状態が良好であることから、カモン・アスナールはゴヤがおそらく教会への搬送中に銘板の塗り直しが行われたことに対する怒りを「損傷した」という言葉で表現したと結論づけている。

## 来歴
王立サン・フェルナンド美術アカデミーに寄贈された絵画は、1785年にマドリードのサン・フランシスコ・エル・グランデ聖堂に移された。その際に裏地が張り直され、修復された。絵画は1836年まで同教会が所有していたが、1838年に開館されたトリニダード国立美術館のために移された。1872年3月22日の王命によりプラド美術館に移された。

## 複製
トレドのサンタ・クルス美術館にはこの作品の模写が所蔵されている。ピエール・ガシエとホセ・グディオルは複製と見なしている。グディオルはこのバージョンが本作品の10年後に制作されたとしている。カモン・アスナールなどの他の研究者も技法が劣っていることに基づいて模写であることに同意しており、サラゴサの祖国の友・経済協会に所蔵されているものと同様に、フェリペ・アバス・アランダによる別の模写であると見なしている。